# Дом Аракчеева
Дом Аракчеева — памятник архитектуры. Расположен в Санкт-Петербурге, современный адрес дома — набережная реки Мойки, 35, набережная Зимней канавки, 5.
Построен в 1797 году архитектором Ф. И. Демерцовым для Алексея Андреевича Аракчеева. В 1800 году здание было продано купцу А. К. Жукову. В 1835 году его приобрела жена капитана 2-го ранга Богдановича, она перестроила здание и стала сдавать его в аренду офицерам второго батальона лейб-гвардии Преображенского полка. В 1850-х годах дом приобрело командование Преображенского полка.
Ризалит в центре обоих фасадов завершён треугольным фронтоном, украшен пилястрами ионического ордера, угол здания скруглён. У двора дома форма неправильного многоугольника, по внутренней планировке здание — многоквартирный дом. Исходная отделка большинства помещений не сохранилась, но сохранилась трёхмаршевая парадная лестница, у которой своды площадок держат четыре опорных столба.